# Павільйон Марсан
Павільйон Марсан (фр. Pavillon de Marsan) — флігель колишнього палацу Тюїльрі, нині західне крило Луврського палацу в 1-му окрузі Парижа.

## Історія
Павільйон Марсан прибудував до палацу Тюїльрі при французькому королі Генріху IV, Людовиком XIV флігель був розширений та оздоблений, нинішнього вигляду ж набув при правлінні Бонапартів.

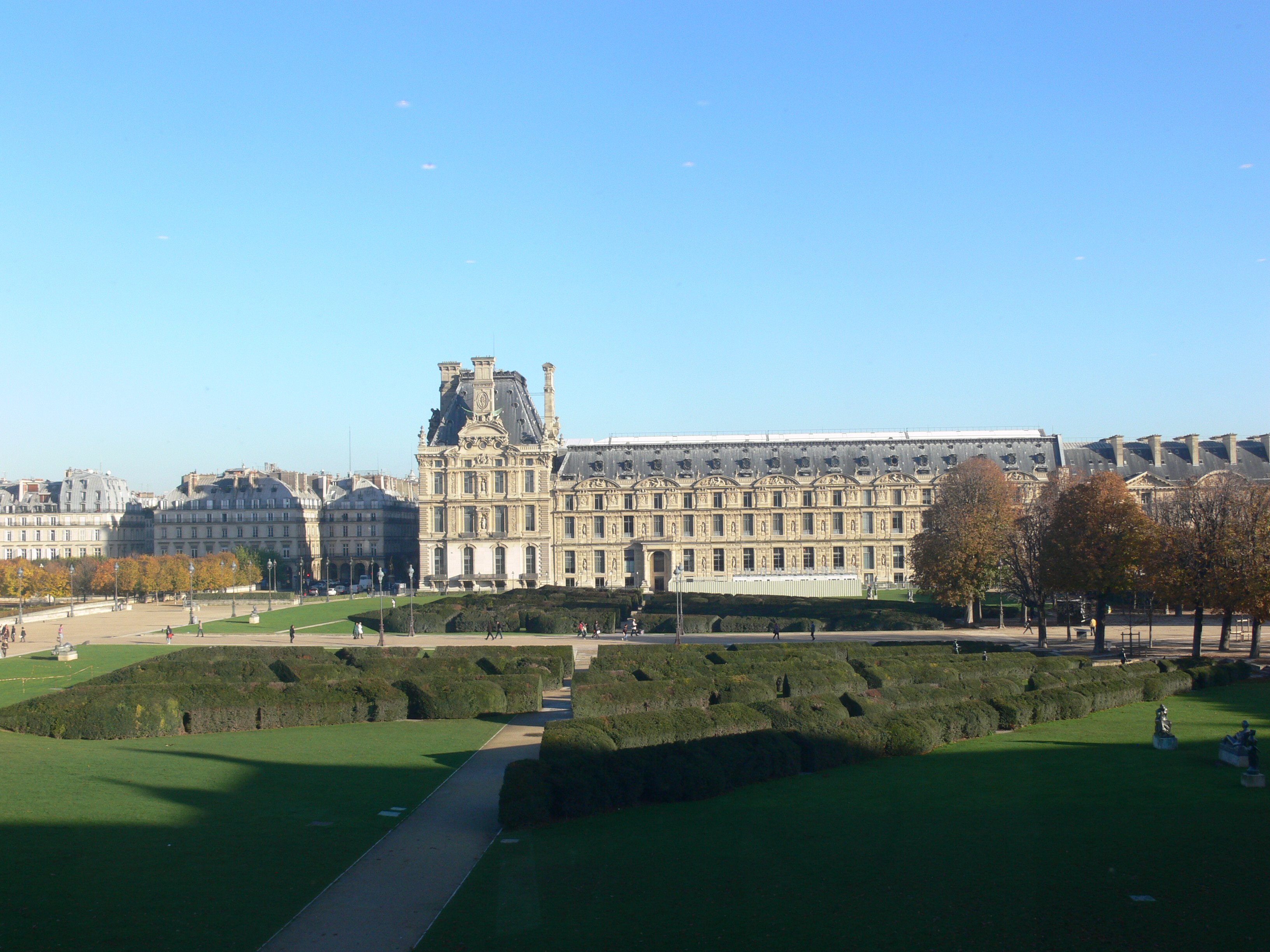

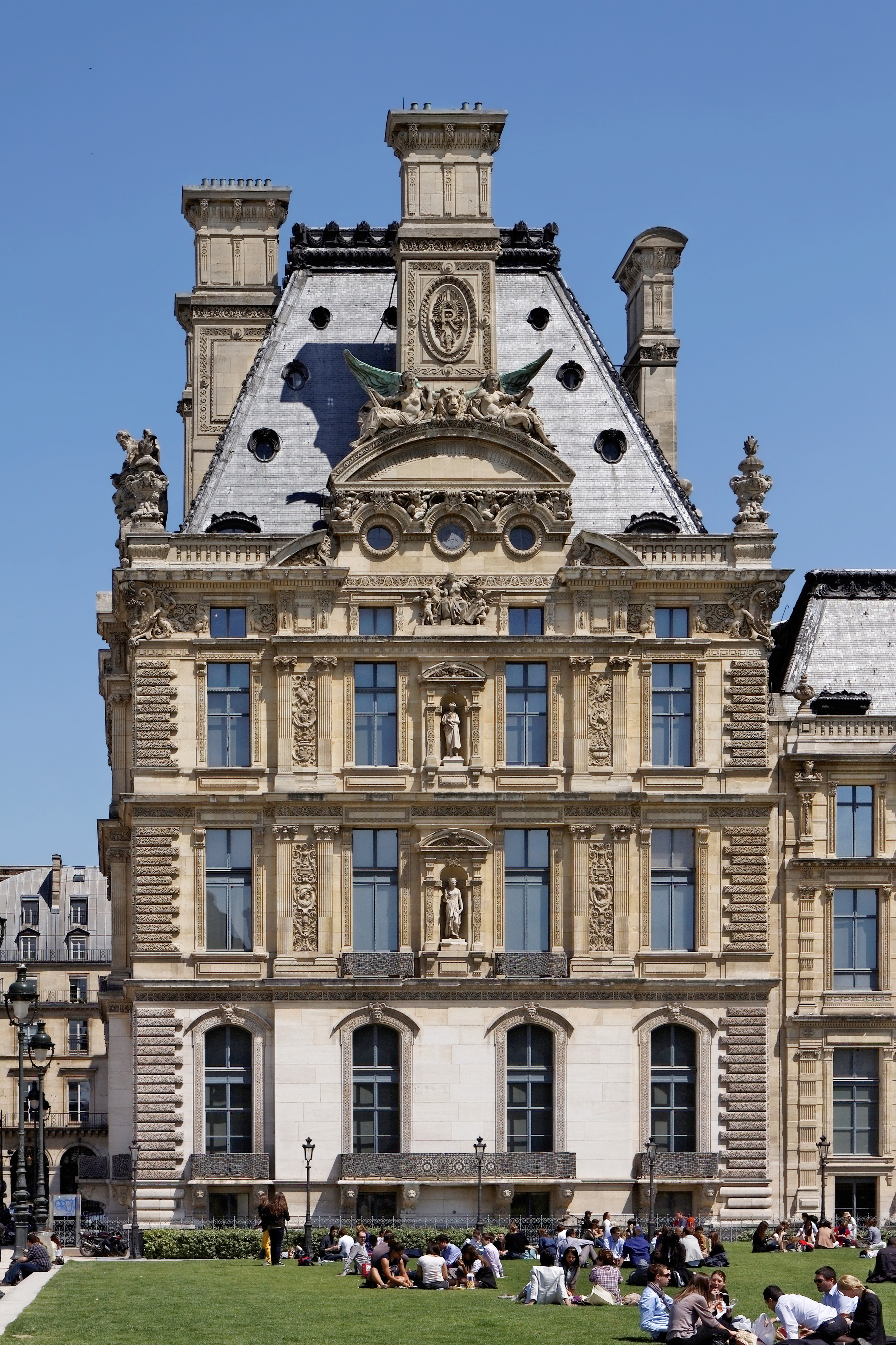

Спочатку назва флігеля була «павільйон Помона». Згодом він отримав нинішню назву, яка пов'язана з іменем Марії-Луїзі де Роан, графині Марсан, також відомої як мадам де Марсан, яка з 1754 року була вихователькою королівських дітей, зокрема майбутніх королів Людовика XVI та Людовика XVIII. Марії-Луїзі де Роан мешкала у павільйоні, і її прізвище стало його назвою. Вона померла у 1803 на 83 році життя.
Від часу своєї побудови павільйон Марсан становив частину палацу Тюїльрі та був з'єднаний з його центральною частиною — триповерховим корпусом — і переходом із Лувром.
Під час Французької революції перший поверх павільйону Марсан займала дочка Людовика XV Марія-Аделаїда. У 1871 році палац Тюїльрі був спалений паризькими комунарами, але павільйону Марсан не зазнав значних пошкоджень.
Після повалення Людовика XVI у павільйоні Марсан деякий час був зал засідань Національного конвенту. Тоді палац Тюїльрі називали «Національним палацом», а павільйон Марсан — павільйоном Свободи.
Після реставрації монархії у павільйоні Марсан деякий час жив граф д'Артуа — майбутній французький король Карл Х, останній представник старшої лінії Бурбонів на французькому троні.

## Музей декоративного мистецтва

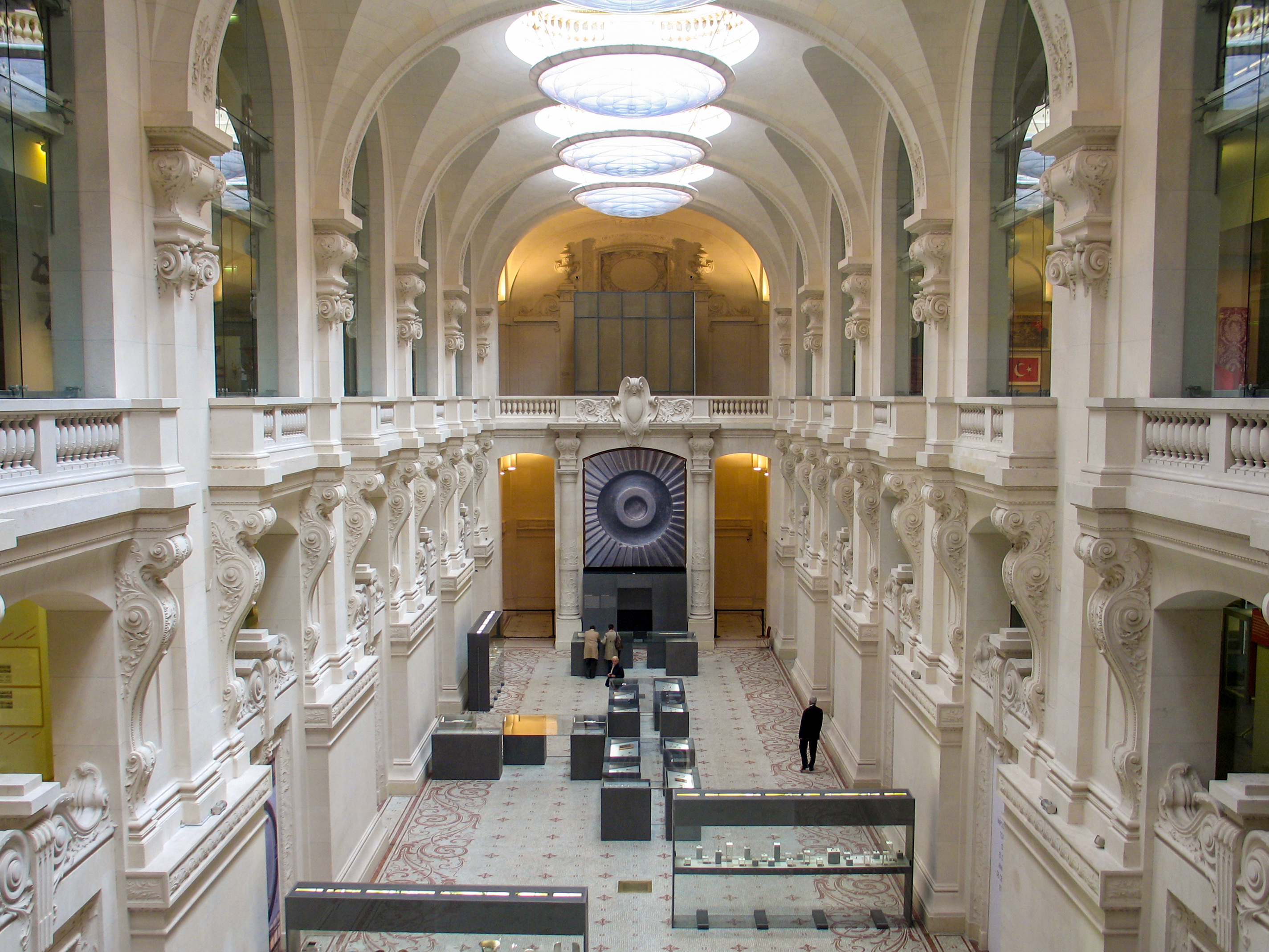

У 1905 році в павільйоні Марсан члени «Спілки декоративних мистецтв» заснували «Музей декоративного мистецтва» (фр. Musee des Arts Decoratifs). До музею можна потрапити через окремий вхід з вулиця Ріволі. З 1996 року музей був закритий на реконструкцію.
15 вересня 2006 року, після реконструкції, Музей декоративного мистецтва був відкритий для відвідувачів. Ремонт та реорганізація колекції зайняли десять років й коштували французькому урядові й меценатам 35 мільйонів євро.
У Музеї декоративного мистецтва зберігаються та виставляються зразки меблів, дизайну інтер'єру, предмети із вівтарів, релігійний живопис, інтер'єрні прикраси, гобелени, шпалери, керамічні та скляні вироби, а також іграшки. Музей декоративного мистецтва має понад 150 тисяч експонатів, але одночасно виставляються не більше 6 тисяч. Колекція організована за хронологічним, та тематичним принципом.
Родзинкою музею є реконструйована квартира Жанни Ланвен, інтер'єр вітальні піонера стилю ар-нуво Ежена Ґрассе, колекція скляної скульптури Рене Лаліка, зібрання дитячих іграшок від Середньовіччя до наших днів.